# 巴黎的奥东
巴黎的奥东（945年 - 965年2月22日），自956年起成为勃艮第公爵。
奥东是法兰西公爵、巴黎伯爵大于格和萨克森的哈德维希的儿子，是法兰西王国卡佩王朝的开创者于格·卡佩的弟弟。在父亲的安排下，奥东娶了勃艮第公爵沙隆的吉尔贝尔的女儿柳特加尔德，在956年继承了勃艮第公爵之位。
大于格在同年逝世，奥东兄弟都还年幼。大于格在世时，法兰西公爵作为西法兰克王国境内最大的诸侯，贵族大多向其效忠，大于格死后，西法兰克国王洛泰尔在其监护人的帮助下试图重建加洛林王朝的权威。因此奥东在勃艮第的统治十分虚弱，直到960年才被洛泰尔正式认可为勃艮第公爵。由于他在位比较短暂，当时的编年史学家甚至略过了这位公爵。
奥东没有子女，他的弟弟亨利一世在他之后成为勃艮第公爵。